# Горьковське (Шипуновський район)
Го́рьковське (рос. Горьковское) — село у складі Шипуновського району Алтайського краю, Росія. Адміністративний центр Горьковської сільської ради.

## Населення
Населення — 1202 особи (2010; 1290 у 2002).
Національний склад (станом на 2002 рік):
- росіяни — 94 %